# Constantin Pârvulescu
Constantin Pârvulescu (n. 10 noiembrie 1895, Olănești, Vâlcea, România – d. 11 iulie 1992, București, România) a fost unul dintre fondatorii Partidului Comunist din România și un oponent activ al lui Nicolae Ceaușescu.

## Cariera politică
A fost de profesie ajustor mecanic, lucrând la Atelierele CFR Tighina din București. Prin împrejurări nelămurite până acum, a ajuns în Ucraina, unde a lucrat doi ani ca mecanic de moară într-un sat. În perioada  războiului civil din Rusia a intrat voluntar într-o anume Armată sovietică Poltava (1919-1921).
În 1921 a devenit membru al Partidului Comunist din România. A fost președinte al Comisiei Centrale de Revizie. Între 1921-1926 a fost la Moscova, unde a absolvit o școală superioară de partid. Între 1926-1929 a fost încadrat ca mecanic la Uzina de Motoare și Aviație Moscova.
După 12 ani de absență, a revenit ca prim-secretar al Regionalei Basarabia-Chișinău (1929-1931), apoi membru al conducerii PCdR. În 1934 a fost condamnat la 10 ani închisoare, în contumacie, pentru implicarea în organizarea „sindicatelor roșii”, și a fost arestat un an mai târziu la Praga. A fost condamnat iarăși, în 1937, la șapte ani închisoare corecțională - sentință comutată în trei ani închisoare; dar fișele sale de cadre îi menționează deja efectuarea unei pedepse în Penitenciarul Jilava (între 1936-1939). După ieșirea din închisoare, a fost ales (numit) prim-secretar al regionalelor de partid din Prahova și Dobrogea, iar în 1941 a devenit membru al Secretariatului PCdR condus de Ștefan Foriș. Când s-a certat cu acesta, a fost scos din funcție și pus „să-și facă autocritica” (1943). La vremea aceea, Foriș se plângea de „nivelul politic scăzut” al lui Pârvulescu.
A făcut parte din „conducerea operativă”, alături de Emil Bodnăraș, Iosif Rangheț, Ana Pauker, Vasile Luca, Gheorghe Gheorghiu-Dej și Teohari Georgescu.
Văduv din 1942, Pârvulescu a avut o relație amoroasă cu Ana Toma - soția lui Sorin Toma (prolet-cultistul feroce al anilor 1950, viitorul redactor-șef al ziarului Scînteia, aflat în anii războiului în URSS). Ana Toma a fost ulterior martoră a acuzării în Procesul Pătrășcanu, învinuindu-i de trădare pe membrii Secretariatului condus de Ștefan Foriș și cu „dovada” propriei sale neglijențe. Iar Constantin Pârvulescu, președinte al Comisiei de Control al partidului, a certificat acuzări imaginare, plătite cu viața de ilegaliștii Ștefan Foriș, Lucrețiu Pătrășcanu, Vasile Luca, Remus Kofler și Emil Calmanovici.
La 4 aprilie 1944, Emil Bodnăraș l-a înlocuit pe secretarul P.C.d.R. Ștefan Foriș cu tripletul format din el însuși, Constantin Pârvulescu și Iosif Rangheț.
A fost trimis în U.R.S.S. pentru organizarea Diviziei „Horea, Cloșca și Crișan” (noiembrie 1944 – mai 1945). Dar, după cum relatează Alexandru Bârlădeanu, organizarea Diviziei era de fapt un examen, o socoteală „ ... despre ceea ce știa: ce-au făcut comuniștii români în vremea războiului.”
A fost membru al C.C. al P.M.R. (21 oct. 1945 – 25 iun. 1960), iar în 1952 a fost ales și în Biroul Politic.
Constantin Pârvulescu a fost deputat în Marea Adunare Națională; a fost președinte al Marii Adunări Naționale prima oară între decembrie 1948 - iulie 1949, și a doua oară între ianuarie 1953 - 20 martie 1961 dar nu și al Prezidiului, funcție deținută atunci de Ion Gheorghe Maurer.
În calitatea sa de președinte al Comisiei de Control a partidului, a respins, în 1950, cererea Elenei Ceaușescu (fostă Lenuța Petrescu) de a i se acorda vechime de ilegalistă din 1939. În cazul ei, Pârvulescu a dispus ca data de 23 august 1944 să fie recunoscută ca data intrării în partid. La Congresul al III-lea a PMR din 1960, nu a mai fost ales în Biroul Politic, dar și-a păstrat funcția de președinte al Comisiei de Control, care și-a schimbat numele în Comisia Centrală de Revizie, funcție pe care a deținut-o până în 1961.
În 1961 a fost acuzat de „deviaționism ideologic spre dreapta,” de complicitate cu Iosif Chișinevschi și Miron Constantinescu (care voiau să-l destituie pe Gheorghe Gheorghiu-Dej), fiind înlăturat din toate funcțiile deținute. După aceea, a intrat într-un con de umbră permanent, viitorul său politic fiind așadar compromis.
A fost reprimit în partid în 1974, și - asemănător altor vechi ilegaliști sau conducători de frunte ai partidului  - a fost păstrat ca un element de decor pe lângă Ceaușescu.

## Conflictul cu Ceaușescu
În noiembrie 1979, la Congresul al XII-lea al PCR, a luat cuvântul pronunțându-se împotriva realegerii lui Nicolae Ceaușescu la conducerea partidului, acuzându-l că pune interesele personale înaintea celor ale partidului și țării. De asemenea, a acuzat congresul că neglijează problemele reale ale țării, fiind preocupat de glorificarea lui Ceaușescu. Acest atac fără precedent venea de la o persoană care nu putea fi acuzată de sentimente pro-sovietice, Pîrvulescu fiind un apărător fervent al autonomiei PCR. De asemenea, la vârsta de 84 de ani, nu putea fi acuzat de ambiții personale așa că remarcile sale au fost considerate de presa occidentală ca o dovadă a nemulțumirii din rândurile partidului. Replici la discursul lui Pârvulescu au fost date de Ion Popescu-Puțuri, George Macovescu, iar apoi chiar de Nicolae Ceaușescu. Acesta din urmă l-a făcut trădător pe criticul său. Pârvulescu a fost dat afară din sală, destituit din funcția sa de delegat la Congres, și a fost pus sub supraveghere strictă și arest la domiciliu.
La 16 decembrie 1980 a fost exclus din partid cu aprobarea unanimă a membrilor CPEx. A fost criticat dur mai ales de Nicolae Ceaușescu și de Gogu Rădulescu.
În martie 1989, a fost unul dintre semnatarii scrisorii celor șase, alături de Alexandru Bârlădeanu, Corneliu Mănescu, Gheorghe Apostol, Grigore Răceanu și Silviu Brucan.

## După 22 decembrie 1989
A fost membru fondator și președinte de onoare al Partidului Socialist al Muncii. A murit în 1992, la 96 de ani.

## Distincții
- Ordinul Muncii clasa a II-a (1949)
- Medalia „A cincea aniversare a Republicii Populare Române” (24 decembrie 1952) „pentru lupta și munca duse în vederea făuririi, consolidării și prosperării Republicii Populare Române”[8]
- titlul de „Erou al Muncii Socialiste” (1955)
- Ordinul „23 August” clasa I (12 august 1959) „pentru îndelungată activitate în mișcarea muncitorească, pentru contribuția activă la răsturnarea dictaturii militaro-fasciste și instaurarea regimului democrat-popular, pentru merite deosebite în opera de construire a socialismului”[9]
- Medalia „40 de ani de la înființarea Partidului Comunist din Romînia” (6 mai 1961) „pentru activitate îndelungată în mișcarea muncitorească și merite în opera de construire a socialismului”[10]
- Ordinul „Tudor Vladimirescu” clasa I (30 aprilie 1966) „cu prilejul celei de-a 45-a aniversări de la înființarea Partidului Comunist din România, pentru îndelungată activitate în mișcarea muncitorească și merite deosebite în opera de construire a socialismului”[11]
- Ordinul „Victoria Socialismului” (6 mai 1971) „pentru activitate îndelungată în mișcarea revoluționară, pentru contribuția deosebită la înfăptuirea politicii interne și externe a Partidului Comunist Român, la opera de construire a socialismului, cu prilejul celei de-a 50-a aniversări a Partidului Comunist Român”[12]
- titlul de „Erou al Republicii Socialiste România” (19 august 1974) „pentru îndelungata și rodnica activitate desfășurată în mișcarea revoluționară, pentru contribuția deosebită adusă la întărirea partidului și a unității sale, la făurirea și dezvoltarea statului nostru socialist, precum și la înfăptuirea politicii partidului și statului de făurire a societății socialiste multilateral dezvoltate în patria noastră”[13][14]